# Jordemoder
En jordemoder (eller jordemor) er en fødselshjælper, som hjælper til ved graviditet, fødsel og barsel. Jordemødre arbejder på jordemodercentre eller i privat praksis, hvor de vejleder forældre omkring fødsels- og barnerelaterede aspekter. Fødslen kan foregå på sygehus, fødeklinik eller i hjemmet.
Jordemoderkundskab er en sundhedsvidenskab og et erhverv i sundhedssektoren, der beskæftiger sig med graviditet, fødsel og perioden efter fødslen (postpartum, herunder pleje af nyfødte), foruden seksuel og reproduktiv sundhed for kvinder i hele deres liv.

## Uddannelsen
Uddannelsen til jordemoder er en mellemlang videregående uddannelse (MVU), der varer 3 ½ år og fører frem til betegnelsen professionsbachelor i jordemoderkundskab. Uddannelsen udbydes fire steder i Danmark:
- Professionshøjskolen UCC (København)
- Professionshøjskolen University College Nordjylland (Aalborg)
- University College Syddanmark (Esbjerg)
- Professionshøjskolen Absalon (Slagelse)

Jordemødre er samlet i fagforeningen Jordemoderforeningen, som er medlem af Sundhedskartellet og FH (var tidligere medlem af FTF). De er endvidere underlagt Sundhedsvæsenets Patientklagenævn.